# ブテン
ブテン(butene)とは、二重結合を1つもつ不飽和炭化水素。分子式C4H8で表される。
4種類の異性体があり、そのうち2-ブテンには幾何異性体であるシス型とトランス型が存在する。ブチレンとの呼称もある。
分子量は56.10。マイケル・ファラデーによって1825年発見されたとされる。
二重結合をもつため、他のアルケン同様に付加反応を起こしやすい。水と反応してブタノールとなったり、水素と反応してブタンとなったりする。それに加え、さまざまな付加重合体を形成する。
空気より重いガスで、非常に引火しやすく、厳重な警戒が必要である。

## 異性体
| IUPAC名          | 慣用名           | 構造式 | 球棒モデル | 形状           | CAS登録番号           | CAS登録番号 | 融点/沸点 （℃） |
| ---------------- | ---------------- | ------ | ---------- | -------------- | --------------------- | ----------- | --------------- |
| 1-ブテン         | α-ブチレン       |        |            | 無色透明の気体 | [106-98-9]            | [106-98-9]  | -185.3/-6.3     |
| cis-2-ブテン     | cis-β-ブチレン   |        |            | 無色透明の気体 | [107-01-7] （混合物） | [590-18-1]  | -139.3/3.73     |
| trans-2-ブテン   | trans-β-ブチレン |        |            | 無色透明の気体 | [107-01-7] （混合物） | [624-64-6]  | -105.8/0.88     |
| 2-メチルプロペン | イソブテン       |        |            | 無色透明の気体 | [115-11-7]            | [115-11-7]  | -140.3/-6.9     |

### イソブテン
エチレンの片方の炭素に結合している水素原子が両方メチル基に置換された構造をしている。示性式は、CH2=C(CH3)2
融点-140.3℃、沸点-6.9℃、無色で独特の臭いをもつ気体。CAS登録番号は115-11-7。

### 1-ブテン

1-ブテンの構造式

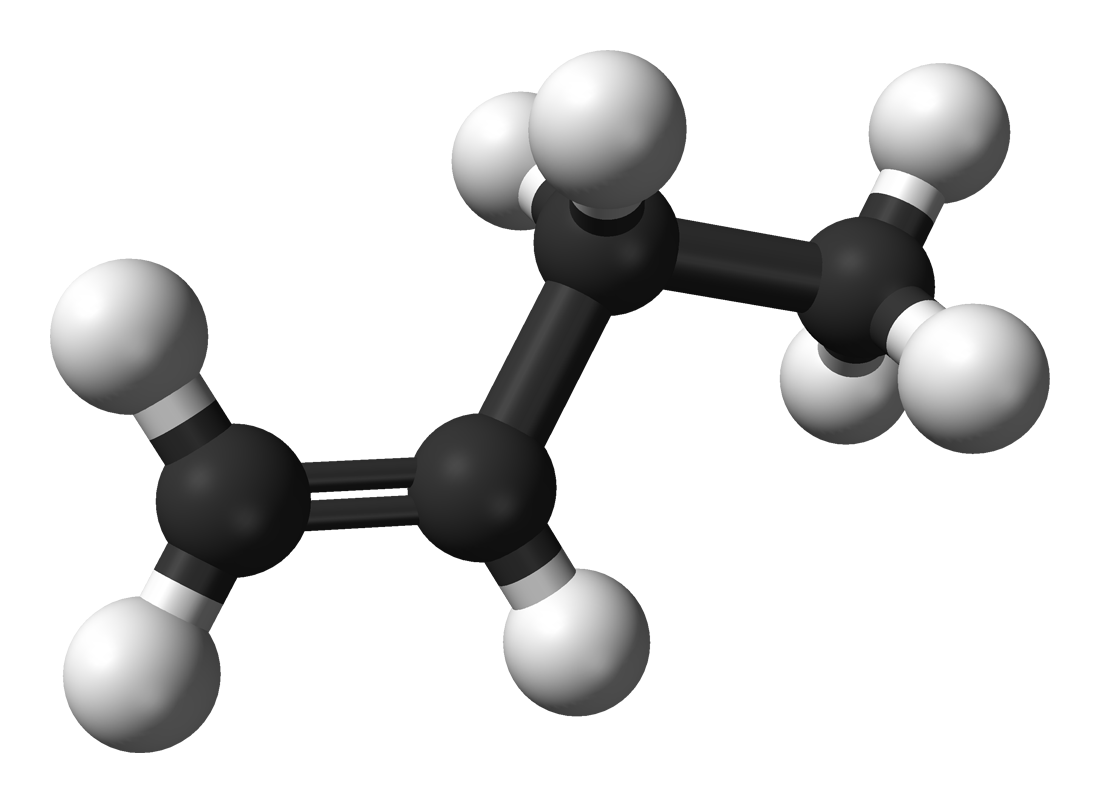
1-ブテンの分子モデル

示性式はCH2=CHCH2CH3。融点-185.3℃、沸点-6.3℃、発火点は384℃。やはり特有臭・無色の気体。CAS登録番号は106-98-9。

### 2-ブテン
示性式はCH3CH=CHCH3。発火点はどちらも324℃。混合物のCAS登録番号は107-01-7である。
- cis-2-ブテン　融点-139.3℃、沸点3.73℃。CAS登録番号は590-18-1。
- trans-2-ブテン　融点-105.8℃、沸点0.88℃。CAS登録番号は624-64-6。

## 製造
今日、ブテン類は接触分解によるエチレン、プロピレン、改質ガソリン製造の副産物として生産される。すなわち、接触分解により総重量で10%未満のC4留分が生成されるが、そこからブタジエンを回収した後の留分は、主成分がイソブテン（四十数%前後）であり、残りは1-ブテン(二十数%)、2-ブテン(二十数%)、n-ブタン（沸点-0.5℃）、イソブタン（沸点-11.7℃）などの混合物である。これら成分の生成比は上流工程の接触分解の生成比調節により変動する。
3種のブテンのうちイソブテンは化学的反応性が高く、あるいは分子サイズが他の異性体よりも小さいことから、化学的方法か物理的方法のいずれかで分離される。すなわち、化学的には適当な温度で硫酸と反応させて選択的にtert-ブチル硫酸エステルとして硫酸で抽出したり、適当な反応条件で選択的に硫酸触媒下水和させてtert-ブタノールとして化学的に分離する方法が採用される。化学的に分離されたtert-ブタノールは酸触媒下脱水することでイソブテンを再生する。
また事例は少ないが、3～10オングストロームの細孔を持つ分子篩に、分子サイズの大きい1-ブテン、2-ブテンを吸着させイソブテンを物理的に分離する方法（UCC社Olefin-Sivプロセス）でイソブテンが分離される。
残りの、1-ブテン、2-ブテン、ブタン類は原理的には蒸留により分離が可能であるが、1-ブテンないし2-ブテンは分離することなく他の化成品の原料として転換され、未反応のC4アルカンは接触分解の副原料として回収利用される。すなわち、1-ブテン、2-ブテンの水和はマルコフニコフ則に従い、いずれも2-ブタノールを与え、そのままか、あるいはさらに触媒的空気酸化によりメチルエチルケトンに転換されるなどして各種化製品の原料となる。